# Lycosa salvadorensis
Lycosa salvadorensis là một loài nhện trong họ Lycosidae.
Loài này thuộc chi Lycosa. Lycosa salvadorensis được Otto Kraus miêu tả năm 1955.